# Appius Claudius Sabinus (consul en -451)
Pour les articles homonymes, voir Claudius Sabinus.
Appius Claudius Crassus Regillensis Sabinus est un homme politique romain du Ve siècle av. J.-C., consul en 451 av. J.-C. et président des deux collèges de décemvir entre 451 et 449 av. J.-C.

## Famille
Appius Claudius est membre de la gens patricienne des Claudii, une famille romaine nantie et aristocratique. Son père Appius Claudius Sabinus, consul en 471 av. J.-C., et son grand-père Appius Claudius Sabinus, consul en 495 av. J.-C., ont tous deux été consuls et se sont signalés par leur mépris envers la plèbe et leur opposition intransigeante contre ses représentants, les tribuns de la plèbe. Cette opposition a dégénéré en conflits civils graves en 495 et en 471 av. J.-C.. Toutefois, son oncle Caius Claudius Sabinus Regillensis a exercé en 460 av. J.-C. un consulat sans se heurter aux tribuns de la plèbe.
Selon certaines sources antiques, comme les Fastes capitolins qui fournissent son nom complet pour 451 av. J.-C. (Ap. Claudius Ap.f. M.n. Crassinus Inregillensis Sabinus),, les consuls de 471 et de 451 seraient en fait la même personne et non le père et son fils. Toutefois, si le récit de Tite-Live pour l'année 470 av. J.-C. est authentique, Appius Claudius Sabinus est mort en prison cette année-là, le consul de 451 serait donc son fils. Le destin des deux consuls est similaire, ajoutant à la confusion, puisqu'ils meurent tous deux en prison après s'être aliéné les plébéiens.

## Biographie

### Contexte politique
L’opposition politique grandit entre la plèbe, représentée par ses tribuns, et les patriciens qui conservent une mainmise sur le consulat, héritiers d’un pouvoir royal dont la seule limite est la durée d’exercice du mandat de consul, soit une année. Depuis l’année 462 av. J.-C., les tribuns réclament la mise par écrit des lois avec la rogatio Terentilia afin de limiter les pouvoirs arbitraires des consuls. Après dix années de graves tensions civiles, ils obtiennent enfin la constitution d’une commission chargée de la rédaction de lois applicables aux plébéiens et aux patriciens.

### Premier décemvirat (451)
En 451 av. J.-C., Appius Claudius est élu consul lorsqu'est créée une commission de dix membres, les décemvirs, pour un mandat d’un an. En tant que consul, il en fait partie d’office et en obtient la présidence. L’importance de cette commission est telle que tous les acteurs de la vie politique romaine ont accepté la suspension des mandats ordinaires : il n’y a plus ni consul ni tribun de la plèbe, les décemvirs disposent d’un pouvoir absolu et sans appel.
Ils vont l’exercer à tour de rôle, le décemvir du jour étant précédé des douze licteurs, auxiliaires de l’exercice du pouvoir. Tite-Live signale comme preuve de la modération de leur gouvernement des affaires courantes qu’ils admettent que les décisions de justice du décemvir exerçant un jour donné puissent faire l’objet d’appel auprès d’un autre décemvir, malgré la suspension du droit d’appel aux tribuns de la plèbe.
En l’absence de conflits avec ses voisins et de troubles internes, les décemvirs peuvent s'atteler à la rédaction des lois qui sont organisées selon dix titres, la « Loi des Dix Tables », qui est approuvée par le vote populaire.

### Deuxième décemvirat (450-449)

#### Rédaction de la Loi des Douze Tables
Pour compléter ces dix premières lois, il est décidé de renouveler la commission avec l’élection de nouveaux décemvirs. Appius Claudius se représente, contrairement à l'usage qui veut qu'on ne puisse pas briguer une magistrature deux années de suite, et se fait réélire après une active campagne de séduction auprès du peuple, multipliant les promesses. Neuf autres personnalités sont élues, formant le second collège de décemvirs. Ils prennent leur fonction le 15 mai 450 av. J.-C., créant la surprise en se présentant chacun précédé de douze licteurs, soit 120 licteurs en tout, une force de coercition jamais vue à Rome. Les décemvirs ajoutent deux nouvelles tables aux précédentes, le code ainsi constitué étant baptisé « Loi des Douze Tables ».

#### Maintien des décemvirs au pouvoir
Selon Tite-Live, Appius Claudius influence ses collègues et crée une coterie qui abuse du pouvoir et gouverne avec despotisme, brimant la plèbe et ignorant le Sénat. Après le 15 mai 449 av. J.-C., bien que leur mandat d’un an soit terminé et leur travail législatif achevé, les décemvirs entrainés par Appius Claudius se maintiennent illégalement au pouvoir de leur propre autorité, s'entourent d'une garde nombreuse et étouffent toute protestation émanant de la plèbe.
La guerre déclenchée contre Rome par les Sabins et les Èques oblige les décemvirs à réunir le Sénat pour obtenir la levée des troupes romaines. Les décemvirs se partagent les secteurs d’opérations, Appius Claudius et Spurius Oppius Cornicen assurent la défense de Rome.

#### Mort de Verginia

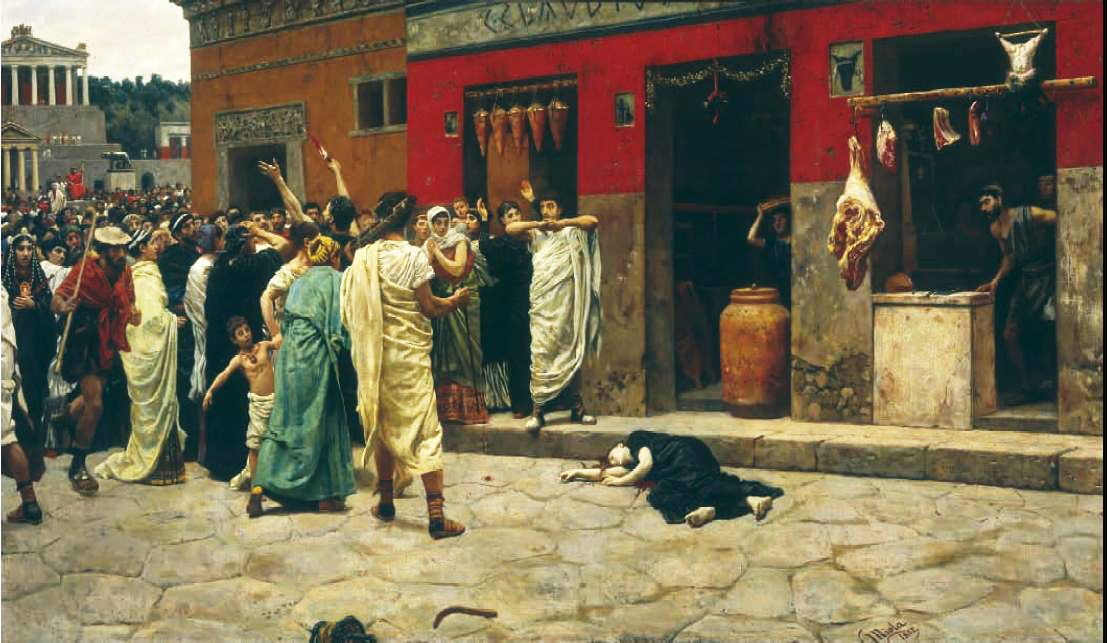
Uccisione di Virginia de Camillo Miola, 1882.

Appius Claudius commet alors un excès de pouvoir qui déclenche une révolte populaire. Tite-Live en fait un récit détaillé, tandis que Diodore de Sicile rapporte cet épisode mais sans nommer Appius Claudius.
Selon les auteurs antiques, Appius Claudius incite un de ses clients à revendiquer comme esclave la jeune Verginia, fille du centurion Lucius Verginius, promise en mariage à Lucius Icilius, ancien tribun de la plèbe. Par ce moyen, Appius Claudius fait pression sur deux opposants à son pouvoir. En attendant que se forme un tribunal pour délibérer sur cette revendication, la loi prévoit que la personne mise en cause soit confiée à la garde de ceux qui affirment sa condition libre. Violant le droit, Appius Claudius ordonne qu’elle soit gardée par son client. Quand les licteurs tentent d’appréhender la jeune femme en plein forum, son père préfère la poignarder pour la soustraire aux violences des hommes d’Appius Claudius. Son geste soulève l’indignation de la foule contre Appius Claudius. Le père éploré envoie ses amis prévenir Lucius Icilius, fiancé de Verginia, qui est mobilisé à proximité de Rome, tandis qu'Appius Claudius fait expédier à ses généraux l’ordre d’arrestation de Lucius Icilius. Dans cette course de vitesse, Lucius informé le premier soulève ses compagnons, provoquant une révolte des soldats.

#### Deuxième sécession de la plèbe
Tandis que la plèbe manifeste son hostilité en se retirant en masse sur le Mont Sacré lors de la deuxième sécession de la plèbe en 449 av. J.-C., les soldats mutinés reviennent camper sur l’Aventin, face à la Rome de l’époque qui n’inclut pas cette colline. Les décemvirs sont contraints de démissionner et le Sénat rétablit les anciennes magistratures, consulat et tribunat. Lucius Icilius et Lucius Verginius sont élus tribuns de la plèbe et font emprisonner Appius Claudius. Tite-Live souligne avec ironie qu'Appius aurait tenté d’user du droit d’appel à la protection des tribuns qu’il a bafoué lorsqu’il était décemvir. Il se suicide en prison avant son procès. Son collègue Spurius Oppius Cornicen, emprisonné à son tour, se suicide également. Les autres décemvirs s’exilent et leurs biens sont confisqués.
Certains historiens modernes ont mis en doute l’authenticité de l’épisode de Verginia, dont la mort pour sauver sa vertu déclenche une révolution contre un pouvoir despotique, lui trouvant un parallèle trop marqué avec le renversement du roi Tarquin le Superbe à la suite de la mort de Lucrèce.

### Auteurs antiques
- Tite-Live, Histoire romaine, Livre III, 33-52 sur le site de l'Université de Louvain
- Diodore de Sicile, Histoire universelle, Livre XII, 9 sur le site de Philippe Remacle
- (en) Denys d'Halicarnasse, Antiquités romaines, Livre X, 50-60 sur le site LacusCurtius

### Auteurs modernes
- (en) T. Robert S. Broughton, The Magistrates of the Roman Republic : Volume I, 509 B.C. - 100 B.C., New York, The American Philological Association, coll. « Philological Monographs, number XV, volume I », 1951, 578 p.